# Séminaire de Chicoutimi
Le Séminaire de Chicoutimi est une école secondaire privée québécoise de Chicoutimi située dans le secteur Chicoutimi de Saguenay, au Saguenay–Lac-Saint-Jean. Elle offre les cinq niveaux du secondaire, une école primaire trilingue qui se nomme: l'École Vision et une autre école primaire nommée L’ÉcoleAction qui est venue s’installer dans l'année scolaire 2018-2019. Par association avec le ministère de l'Éducation, du Loisir et du Sport du Québec (MELS), au bout des cinq années d'études, le séminaire est habilité à décerner le diplôme d'études secondaires (DES) à ses étudiants. Dans cette école, il y a multiple choix de sports : technologie et multimédia, danse, musique, basketball, sauvetage sportif, etc. En fait, il s'agit de concentrations sur l'heure du midi.
Le séminaire a été fondé en 1873 par Dominique Racine, premier évêque du diocèse de Chicoutimi.
La devise, en latin, de l'établissement est « Spes messis in semine » (« L'espoir de la récolte est dans la semence. »).

## Histoire

### La fondation du premier Séminaire (1873-1875)

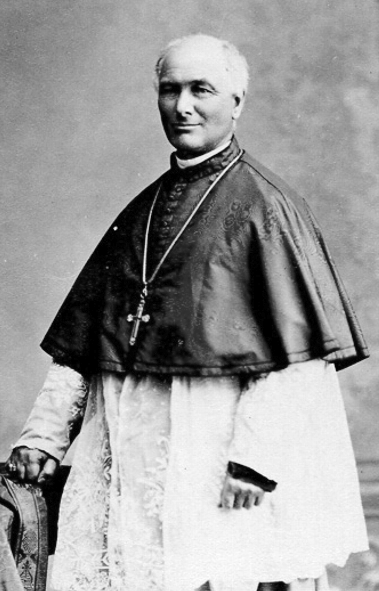
Dominique Racine (1828-1888)

Quelques années seulement après l'ouverture de la région du Saguenay–Lac-Saint-Jean à la colonisation, l'éducation des jeunes devient rapidement une nécessité. Dès son arrivée en tant que prêtre de la paroisse Saint-François-Xavier de Chicoutimi en 1862, l'abbé Dominique Racine accepte de remplacer son prédécesseur au sein de la commission scolaire locale et projette d'implanter des maisons d'enseignement de niveau supérieur pour la population saguenéenne. Dans cet esprit, deux projets verront le jour par le biais de ses préoccupations : une école pour les jeunes filles et un collège pour les garçons. La première partie du projet sera inaugurée dès septembre 1864 par la prise en charge d'un couvent pour filles par les sœurs du Bon-Pasteur. Il faudra cependant attendre encore près d'une décennie avant de voir la seconde partie du projet prendre forme.

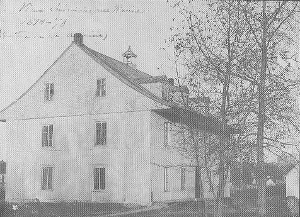
Séminaire de Chicoutimi (1873-1875) situé au coin des rues Cartier et Morin.

Afin de favoriser l'implantation du Séminaire, les commissaires d'écoles du village de Chicoutimi offrent au curé Racine l'école du village pour la somme nominale de 1 $. Le 28 juillet 1873 on procède à son érection canonique et la date de l'ouverture des classes est fixée au 15 septembre 1873. À cette date, 45 élèves font leur entrée, participant ainsi à l'ouverture officielle de l'institution. Leur nombre augmentera à 61 au cours de cette première année d'enseignement, dont 13 à titre de pensionnaires. Lors de l'année suivante, le nombre d'élèves augmentera à 68.

### Le deuxième Séminaire (1875-1912)

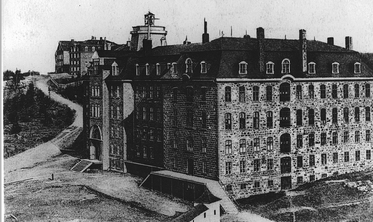
Séminaire de Chicoutimi (1875-1912)

Dès sa première année d'existence, les autorités du séminaire s'aperçoivent que les locaux sont exigus et qu'un nouvel édifice doit être construit afin de répondre aux besoins. Le 22 décembre 1873, une promesse de vente est signée pour un lot situé près de l'église. Ce terrain est acheté l'année suivante pour la somme de 3 000 $. Le 4 août 1875 a lieu la bénédiction du nouvel édifice du séminaire. Celui-ci n'est en fait que la première aile d'un projet qui en regroupe au moins trois. Il comprend quatre étages érigées en pierre. Lorsque la communauté en prend possession le 7 septembre de la même année, les toits et la finition intérieure ne sont pas encore terminés.
Fortes de ce nouvel édifice, les autorités du séminaire peuvent se concentrer davantage sur le rôle premier de l'institution qui est l'enseignement. Pour ce faire, le corps professoral est augmenté. Des étudiants du Grand Séminaire, provenant pour la plupart du Séminaire de Québec, commencent à enseigner à ceux du petit séminaire. Le cours commercial et le cours classique s'implantent graduellement au fil des années. Lorsqu'il y a des élèves qui terminent un niveau, le second est instauré pour eux l'année suivante, et, ce, jusqu'à ce que tous les quatre niveaux du cours commercial préliminaire et les six du cours classique soient enseignés à des élèves. Le Séminaire de Chicoutimi s'affilie à l'Université Laval le 22 mai 1877, faisant en sorte que l'institution chicoutimienne suit maintenant le programme d'étude déterminé par la Faculté des Arts et que les élèves se présentent aux examens du baccalauréat ès arts décernée par l'université.

### Le troisième Séminaire (1912-1976)
En 1912, ayant passé le cap des 300 élèves inscrits pour la première fois de son histoire au cours de l'année scolaire 1911-1912, le Séminaire se voit dans l'obligation, pour répondre à la demande, de construire une autre aile. Projetée depuis plusieurs années déjà, les travaux d'agrandissement débutent au printemps 1912. Ils sont à peine commencés, que le mauvais sort frappe de plein fouet l'institution. Le 24 juin, un incendie se déclare à l'hôtel Château Saguenay, situé non loin du séminaire. L'élément destructeur profite d'un fort vent pour ravager tout le quartier est de Chicoutimi, dont le séminaire, la cathédrale, le couvent du Bon-Pasteur et plus de cent maisons.

#### L'âge d'or (1912-1950)

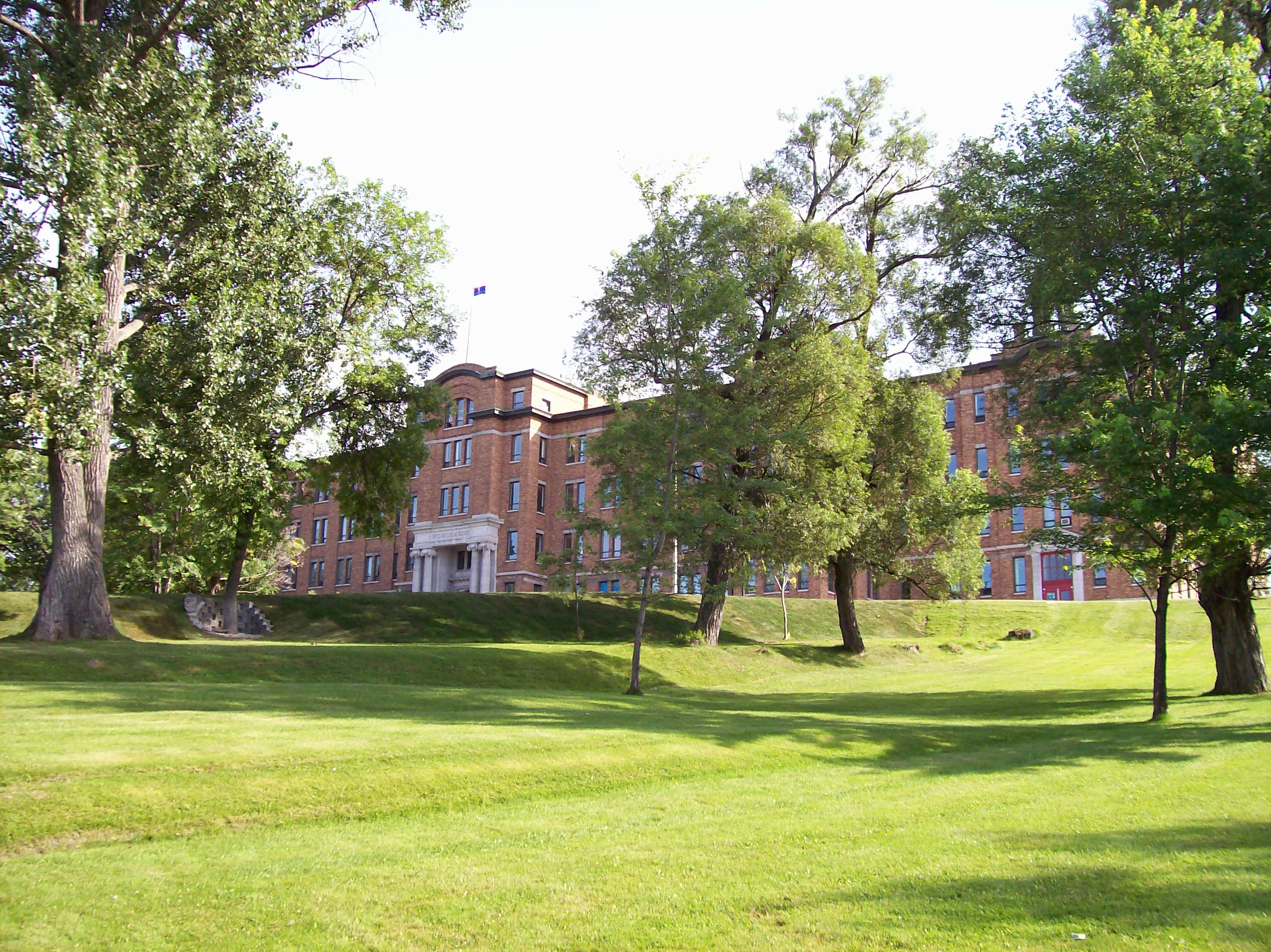
Séminaire de Chicoutimi (1914-1976)

Une certaine continuité étant assurée (les cours reprennent normalement chez les frères maristes, dans des locaux aménagés temporairement à l'Académie commerciale), on décide de rebâtir l'institution. Les travaux débutent donc en 1913. Le nouvel édifice de style monumental est beaucoup plus confortable pour ceux qui y vivront. De plus, le nouveau Séminaire est le premier édifice à l'épreuve du feu à être construit au Saguenay-Lac-St-Jean. Le bâtiment compte un corps principal de quatre étages, plus l'aile ouest de 3 étages, à laquelle un quatrième niveau sera ajouté en 1948. Il est inauguré en septembre 1914 lorsque les élèves font leur première entrée dans un édifice tout neuf.
Au cours de cette période la population estudiantine progresse pour se stabiliser au-dessus de 500 élèves, voire 600 par année. Cette performance permet à l'institution de remplir avec succès le mandat qui lui avait été confié lors de sa fondation.

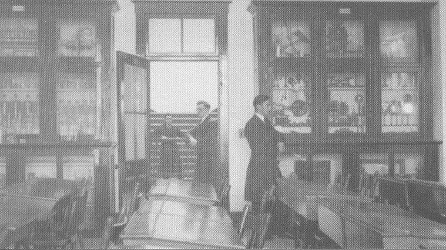
Classe de physique au Séminaire de Chicoutimi vers 1923

Quant à l'enseignement dispensé, il n'a rien à envier à n'importe quel collège classique du Québec. En effet, le nombre et la qualité des professeurs le permettant, le cours classique passe successivement de six à sept, puis de sept à huit ans, pour suivre la tendance ayant cours ailleurs. Le Séminaire se permet également de décerner un autre enseignement que celui du cours classique. Ainsi de 1898 à 1942, une classe affaire suivant le cours commercial est dispensée. Il y aura également une classe scientifique pendant quelques années. En plus de la formation donnée au Séminaire même, de nouvelles collaborations voient le jour. En 1918, les sœurs antoniennes de Marie fondent l'École apostolique de Chicoutimi dans le but de recevoir les classes préparatoires au cours commercial. Une vingtaine d'années plus tard, soit en 1939, le Séminaire participe activement à la création d'une école moyenne d'agriculture destinée à promouvoir les nouvelles technologies dans le monde rural.

#### Une école en mutation (1950-1969)

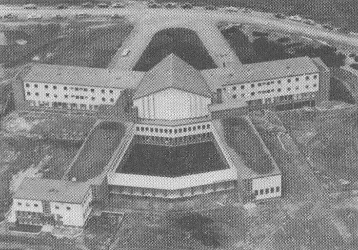
Grand séminaire de Chicoutimi lors de sa construction en 1958.

Si la première moitié du vingtième siècle est une période de consolidation, la deuxième moitié en sera une de grand bouleversement et de grands changements. L'année 1950 marque le début de ces changements. En effet, jusqu'à ce moment, le Séminaire de Chicoutimi accueillait sous son enceinte le Petit et le Grand Séminaire. Le 7 mars, une ordonnance érigeant le Grand Séminaire de Chicoutimi est émise. L'ordonnance décrète également que le Séminaire de Chicoutimi devient le Petit Séminaire de l'endroit. Le Petit Séminaire logera encore pendant quelques années le Grand Séminaire, jusqu'en 1958 où les grands séminaristes aménagent dans un nouvel édifice de la rue Chabanel construit, en partie, grâce à une souscription populaire.
Le succès des sections classiques ne fait aucun doute. Elles permettent au Séminaire d'accroître de façon importante son enseignement au niveau régional. Le nombre d'élèves inscrits au Séminaire même est saturé puisque l'institution ne dispose plus d'assez d'espace pour accueillir tous ceux qui voudraient y poursuivre leurs études. Les sections classiques assurent donc une plus grande disponibilité pour les jeunes qui aspirent à des études classiques. Ainsi, de 1950 à 1961, alors que le nombre d'étudiants admis au Séminaire reste relativement stable à 700 individus, les sections classiques voient leur clientèle augmenter sans cesse passant de 213 élèves, en 1950, à 1778, en 1961. Cela fait en sorte que le nombre d'élèves étudiant sous les auspices du Séminaire passe pour la même période de 833 à 2442. à ce nombre, il faut ajouter deux sections classiques destinées aux jeunes filles l'une à Chicoutimi et l'autre à Alma. Celles-ci comptent respectivement 315 et 55 étudiantes (en 1961). Finalement, ces sections permettront la mise en place de deux juvénats, un à Dolbeau et un à Desbiens, et du Séminaire Marie-Reine-du-Clergé, à Saint-Jérome.

#### Une école secondaire (1969-1976)
Les réformes survenues au domaine de l'éducation pendant les années 1960 (le rapport Parent) avaient créé deux systèmes d'enseignements parallèles : le secteur public et le secteur privé. Ainsi, le gouvernement québécois, ne voulant pas abolir le système privé, instaure une loi visant à permettre à des institutions privées de s'associer au système public et d'être habilitées à dispenser les cours donnant accès aux mêmes diplômes.

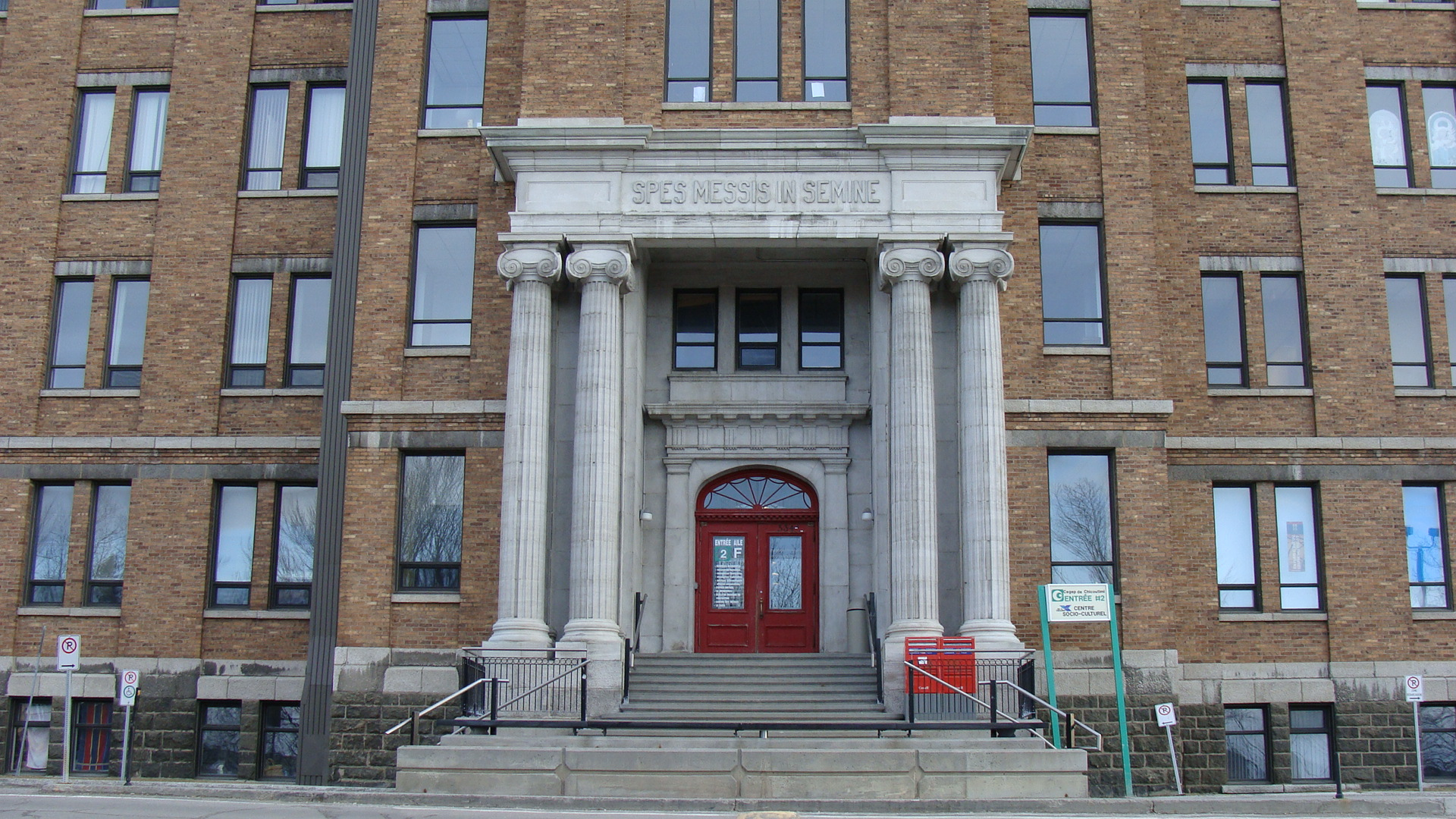
Séminaire de Chicoutimi (1914-1976)

En ce sens, en 1969, le Séminaire de Chicoutimi était reconnu comme institution privée d'intérêt public par le ministère de l'Éducation du Québec. Cette reconnaissance permettait au Séminaire de s'inscrire parmi les maisons dispensant le cours secondaire dans la région. Pour pouvoir se consacrer davantage à son nouveau rôle, la corporation du Séminaire se scinde en deux, en 1971. La première entité, le Conseil du Séminaire, continuera à s'occuper de l'administration en voyant à la gestion et au soutien financier d'une ou de plusieurs institutions d'éducation de la région. Elle prend donc sous sa responsabilité l'aspect financier et du patrimoine diocésain. Le deuxième volet, les Services éducatifs, qui a comme but premier l'enseignement et l'éducation.
En 1970, le Séminaire cède ses bâtiments au Cégep de Chicoutimi, fondé en juillet 1967, lors de la mise sur pied du réseau des collèges d'enseignement général et professionnel (également appelés « cégep »). Depuis la vente des bâtiments, le cégep mettait à la disposition du Séminaire tous les locaux nécessaires pour dispenser l'enseignement à ses étudiants. Cependant, la situation n'était que provisoire, prévue à l'origine pour une durée de trois ans. Rapidement on doit trouver un nouvel endroit afin d'accueillir les étudiants. La recherche de nouveaux locaux aboutit à l'automne 1973. À ce moment, après avoir longuement étudié les diverses possibilités qui s'offraient à elle, les autorités décident de déménager au Grand Séminaire, situé sur la rue Chabanel. Le grand Séminaire étant transféré dans l'ancienne école d'agriculture.
Ce n'est qu'en 1975 que l'institution pourra prendre possession officiellement de ses nouveaux locaux, après des d'importantes rénovations. En effet, il faut complètement réaménager l'intérieur du Grand Séminaire pour y ériger des salles de classe et les bureaux indispensables à l'institution. De plus, une aile doit être rajoutée pour loger le gymnase.

### Le quatrième Séminaire (1976-2009)

#### La rue Chabanel (1976-2007)

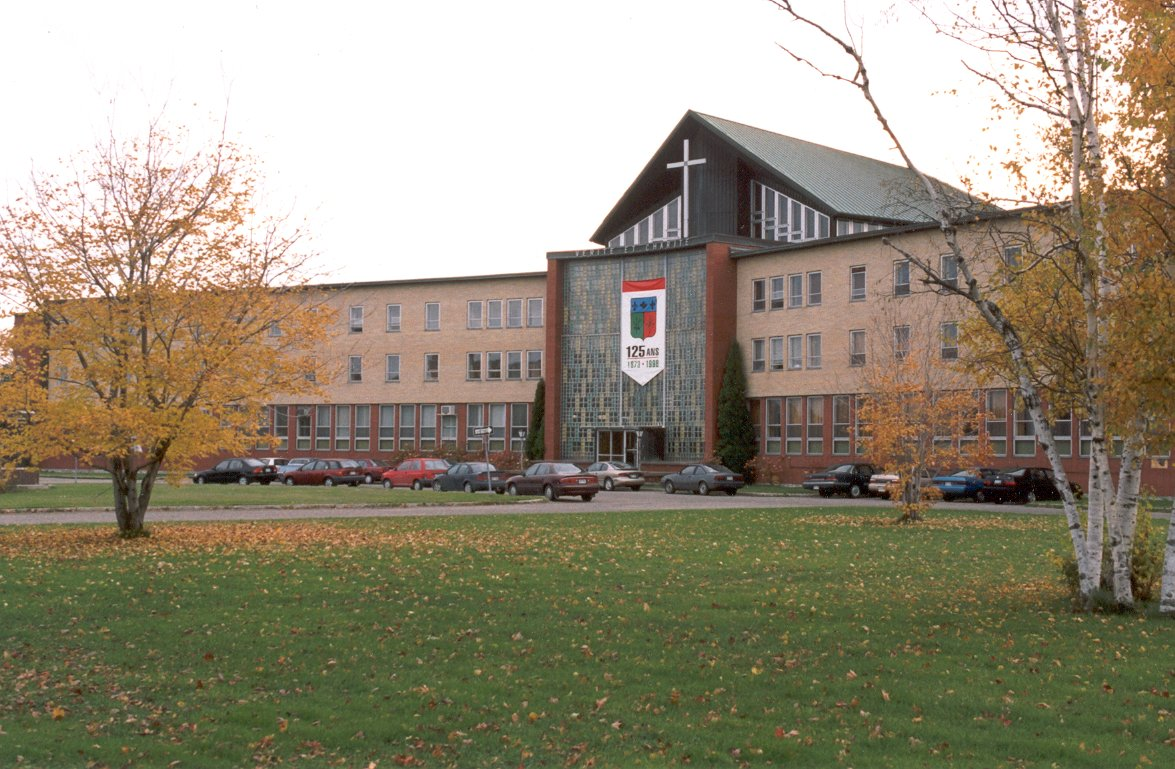
Séminaire de Chicoutimi sur la rue Chabanel lors des fêtes du en 1998.

Le déménagement dans les nouveaux locaux ne remet pas en question la formation de sa clientèle du niveau secondaire. Pour l'année scolaire 1980-1981, c'est environ 700 élèves répartis en 21 groupes des cinq niveaux qui fréquentent l'établissement. Il est intéressant que, malgré les bouleversements qu'a connus l'établissement, ce nombre est le même que pendant les années 1940 ou 1950.
Au cours des années 1980, un changement majeur survient. En 1987, les deux entités créées plus de quinze ans auparavant deviennent indépendantes. Ainsi le Conseil du Séminaire et les Services éducatifs deviennent autonomes l'un vis-à-vis de l'autre, tout en conservant les buts que poursuivaient chacun d'eux.
Les années 1990, quant à elles, apportent un souffle nouveau à l'intérieur même de l'institution. En effet, depuis 1992, les filles sont admises au Séminaire. Ce dernier étant un lieu exclusivement fréquenté par les garçons depuis près de 120 années.

#### Un nouveau départ (2007-)

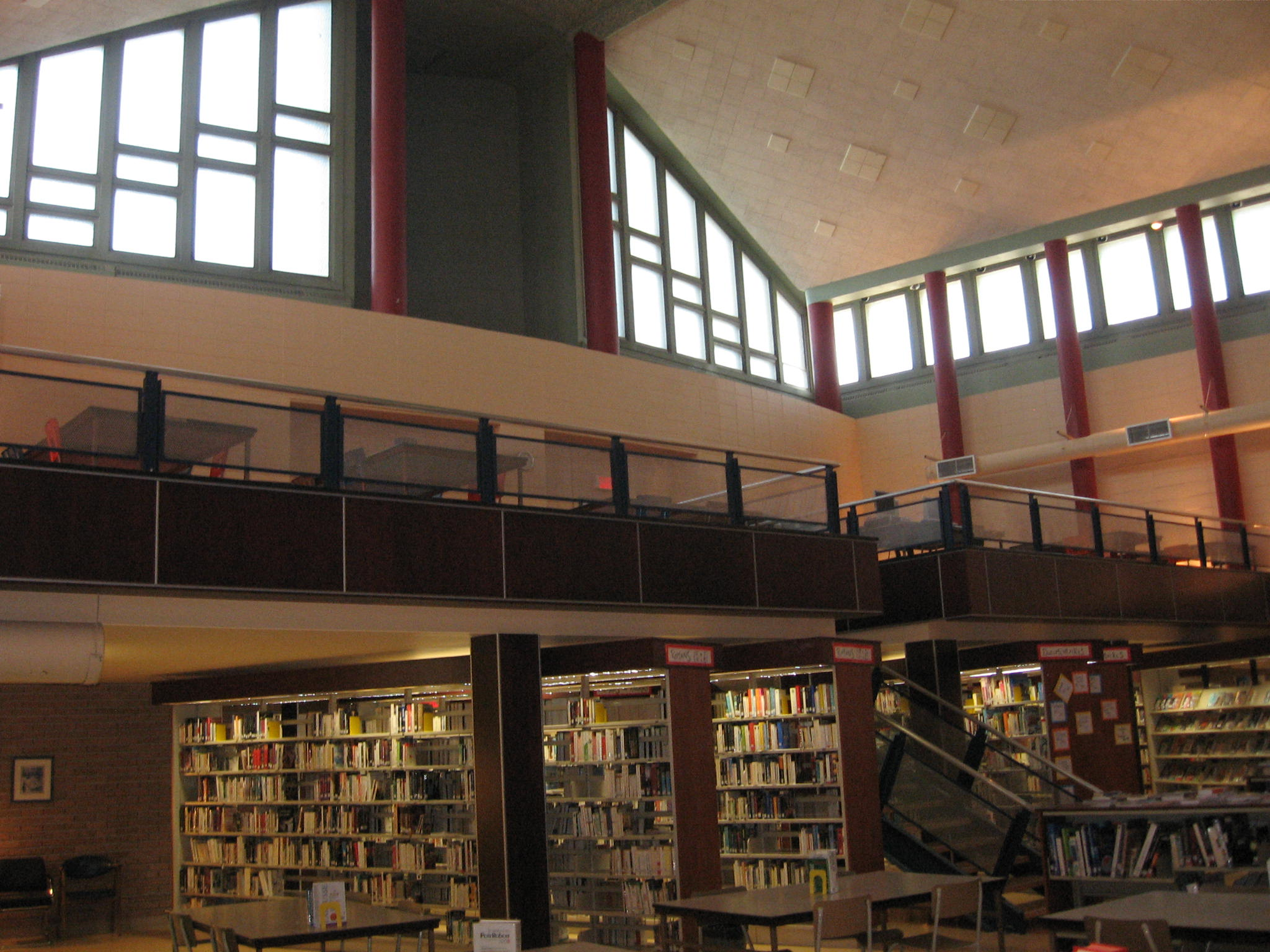
Nouvelle bibliothèque aménagée dans l'ancienne chapelle.

En septembre 2007, afin de répondre au décroissement démographique de la région, le Séminaire se regroupe avec le Lycée du Saguenay (seule autre école privée de niveau secondaire de Chicoutimi). Le défi sera de taille, en effet des réfections majeures doivent être apportées à la bâtisse de la rue Chabanel afin d'accueillir plus de 1000 élèves dès la première année,. On doit déménager les deux bibliothèques dans l'ancienne chapelle. L'aile sud est complètement rénovée et deux nouvelles ailes sont rajoutées : un nouveau gymnase et une cafétéria capable d'accueillir tous les élèves. La première année de ce regroupement s'est déroulée sous le thème : « l'union de nos forces ». L’école offre aussi des nouveaux services modernisés comme l’usage des tablettes électroniques ou iPad. On voit émerger aussi un système de courriels et de publication de devoirs qui modernise le Séminaire.

## Étudiants et enseignants célèbres
- Benoît Bouchard, homme politique
- Damase Potvin, écrivain
- Dean Bergeron, athlète paralympique
- Edmond Savard, homme politique
- Félix-Antoine Savard, écrivain
- Georges Vézina, joueur de hockey
- Georges-Henri Lévesque, sociologue
- Ghislain Bouchard, homme de théâtre
- Guy Bélanger, homme politique
- Guy-Philippe Wells, chanteur
- Jean-Charles Harvey, romancier
- Léonidas Bélanger, généalogiste
- Ludger Alain, homme politique
- Marc-André Bédard, homme politique
- Jean-Philippe Wauthier, animateur de télévision et de radio
- Stéphane Bédard, homme politique
- Mario Jean, humoriste
- Pierre Duchesne, lieutenant-gouverneur du Québec
- Rosaire Gauthier, homme politique
- Victor-Alphonse Huard, homme d'église et scientifique
- Mgr René Guay, 9e évêque de Chicoutimi

## Équipes sportives
Les Titans est le nom porté par les équipes sportives du Séminaire de Chicoutimi. Dans la mythologie grecque, les titans sont le produit d’une union entre Ouranos, le ciel, et Gaïa, la terre. Les trois valeurs encouragées par l'organisation sportive du séminaire sont l'excellence, le respect et le plaisir. Les couleurs portées par les Titans sont le noir, le rouge et le blanc. Leur logo représente une épée et un bouclier qui ont pour signification la capacité à la fois d'attaquer et de se défendre dans le respect des trois valeurs sportives du séminaire.

Ancien logo.
Logo actuel.